# Luser
SVensson's ITS on KLH-10
     Welcome to SV!

SV ITS.1648. PWORD.2660.
TTY 11
2. Lusers, Fair Share = 2%
*
Nel gergo di Internet, un luser (talvolta espanso come local user; anche luzer o luzzer; in italiano reso spesso con il termine utonto) è un utente di computer stupido, irritante o pesantemente inopportuno.
È una parola macedonia tra "loser" (perdente) e "user" (utente) e viene normalmente pronunciata come "loser". Il termine luser è anche sinonimo di lamer. Nell'hackish, la parola luser ha un significato più ampio e si riferisce a qualsiasi utente (in pratica chiunque non sia un "guru"), in particolare se costui è un imbranato anche nella vita reale. Questo termine indica anche un utente che non sia un esperto, in contrapposizione ad un utente preparato o a un sistemista; ad esempio un end luser. Questo termine è particolarmente popolare negli uffici che si occupano di assistenza informatica e che devono avere a che fare con i luser come parte del proprio lavoro, in cui impiegare, metaforicamente, un LART – Luser Attitude Readjustment Tool (Strumento di Correzione dell'Atteggiamento del luser), o "clue-by-four" – significa impedire, in vari modi, l'accesso alle risorse informatiche all'utente.

## Storia
Il vocabolario Jargon File riporta che il termine venne coniato verso il 1975 al MIT. Nell'ITS, quando un utente accedeva ad un terminale del MIT e digitava control-Z per attivare il computer, venivano stampate a video alcuni informazioni di stato, inclusi il numero degli utenti che stavano usando il sistema; poteva ad esempio venir visualizzato "14 users" (14 utenti). Qualcuno pensò che sarebbe stato un bello scherzo modificare il computer per far invece visualizzare "14 losers" (14 perdenti). Ne seguirono accese discussioni in quanto alcuni utenti non gradivano venir apostrofati come perdenti ogni volta che accedevano all'elaboratore. Per un certo tempo gli hacker lottarono, in maniera clandestina, per cambiare il messaggio gli uni all'insaputa degli altri per cui ogni volta che un utente accedeva al sistema poteva trovare "users" o "losers". Finalmente qualcuno usò come compromesso "lusers" e la cosa ebbe termine. In seguito,  una della macchine ITS aveva "luser" come comando di richiesta d'aiuto (request-for-help). L'ITS non fu più usato a partire dalla metà degli anni novanta, eccetto che come pezzo da museo; in ogni caso l'utilizzo di "luser" sopravvive tuttora e può essere visto nei commenti dei programmi e in Usenet. /lusers (abbreviazione di "list users") è anche un comando consueto di IRC per conoscere il numero di utenti connessi al server o alla rete.